# Fuhanken Sanchisei
Fuhanken Sanchisei (府藩県三治制 (Phủ, Phiên, huyện, Tam trị chế)) là một cuộc cải cách hành chính được thực hiện bởi chính quyền Minh Trị vào năm 1868, trong thời kỳ Mạc phủ Tokugawa sụp đổ và Chiến tranh Boshin. Trong khoảng 4 năm, các đơn vịhành tỉnh cũ của Nhật Bản đã được tái tổ chức thành ba dạng: thành trấn (府 (phủ) fu), lãnh địa daimyō (藩 (phiên) han) và thôn trang (県 (huyện) ken). Điều này, cùng với những cải cách sau này trong việc bãi bỏ hệ thống han năm 1871, đã dẫn đến sự hình thành của 45 trong số 47 tỉnh hiện đại của Nhật Bản.

Các đơn vị hành tỉnh cũ của Nhật Bản vào năm 1867, trước khi cải cách.

Trong số các tỉnh hiện tại ở Nhật Bản, một số ban đầu đã được thành lập ở dạng xấp xỉ như ngày nay: Nagasaki, Ōsaka, Nara, Shiga (như Ōtsu-ken) và Niigata (không bao gồm đảo Sado, được thêm vào năm 1876).

## Bối cảnh
Vào cuối thời kỳ Asuka, hệ thống Kokugunri (国郡里制 (Quốc quận lý chế) Kokugunri-sei) và Bộ luật Taihō được ban hành vào năm 701 và 702. Những điều luật này đã chia các khu vực của Nhật Bản thành những đơn vị hành chính khác nhau, sử dụng thuật ngữ của nhà Đường do ảnh hưởng của Khổng giáo ở Nhật Bản. Điều này dẫn đến việc tạo ra các hành tỉnh (国 (quốc) kuni), được chia thành các quận (郡 gun, kōri). Ngoài các khu vực xung quanh kinh đô Nara (Kinai), phần còn lại của Nhật Bản đã được tổ chức thành các vùng lớn gọi là đạo (道 dō). Hình thái này được gọi là Gokishichidō (五畿七道, Ngũ kỳ Thất đạo)
Trong thời Mạc phủ Tokugawa, lãnh địa được kiểm soát bởi các gia tộc do một daimyo lãnh đạo, được gọi là han. Mỗi han là một lãnh địa riêng biệt với luật riêng của nó. Năm 1866, phiên Satsuma và phiên Chōshū đã thành lập Liên minh Satchō nhằm lật đổ Mạc phủ Tokugawa và củng cố quyền lực của Thiên hoàng. Thắng lợi của phe bảo hoàng dẫn đến sự khởi đầu của Chiến tranh Boshin và Minh Trị Duy tân. Thủ phủ Edo của Tokugawa đã sụp đổ vào tháng 5 năm 1868, dẫn đến triều đình Minh Trị nắm lại quyền kiểm soát đất nước.

## Lịch sử
Vào tháng 6 năm 1868, một sắc chỉ tạm thời được gọi là Seitaisho (政体書 (Chính thể thư)) đã được ban bố, được soạn thảo bởi Fukuoka Takachika và Soejima Taneomi, thành lập chính phủ trung ương của Nhật Bản dưới thời Minh Trị. Sắc chỉ đã giải tán các chính quyền của Mạc phủ Tokugawa, tạo ra các thống đốc tỉnh do chính phủ bổ nhiệm, gọi là chifuji (知府事 (Tri phủ sự)) và chikenji (知県事 (Tri huyện sự)). Những các khu vực khác vẫn còn dưới quyền lực của daimyo, han, chưa được áp dụng vì chúng chưa thay đổi tổ chức và vẫn duy trì một hệ thống luậc tục độc lập.
Ngày 14 tháng 6 năm 1868, Hakodate-fu và Kyoto-fu được thành lập như hai hành tỉnh đầu tiên trong thời cải cách. Vào thời điểm đó, quân bảo hoàn gđang chiến đấu với Cộng hòa Ezo trong Trận Hakodate, vì vậy, mặc dù đã được tuyên bố thành lập, nhưng thực tế triều đình vẫn chưa kiểm soát được Hakodate. Đến cuối tháng 6, 11 hành tỉnh đã được thành lập, bao gồm Edo-fu, thủ phủ cũ của Mạc phủ Tokugawa.
Vào tháng 7 và tháng 8 năm 1869, trong khi thực hiện phế phiên, lập huyện, triều đình đã ban lệnh hanseki hokan (版籍奉還 (Bản tịch phụng hoàn)) cho các han còn lại, yêu cầu các daimyo tự nguyện trả lại lãnh địa của mình cho triều đình và hoặc sẽ bị triều đình thu hồi bằng vũ lực. Các daimyo đồng ý với điều này đã được bổ nhiệm làm chihanji (知藩事 (Tri phiên sự)), trở thành một quan chức tuân thủ theo luật pháp và hướng dẫn của chính quyền trung ương.
Các hành tỉnh đầu tiên hình thành từ những vùng lãnh địa bị tịch thu trong Chiến tranh Boshin, đặc biệt là một phần của liên minh Ōuetsu Reppan Dōmei.
Các khu vực ở Kanto ban đầu không nhận được một tên và hậu tố thích hợp, mặc dù triều đình đã bổ nhiệm các quan chức cho các hành tỉnh này.

### Thành lập phủ hành tỉnh
Ban đầu, Seitaisho đã tuyên bố tất cả các khu vực có một jōdai, cụ thể là Osaka, Sunpu và Kyoto, shoshidai hoặc một bugyou được trao cho hậu tố fu, trong khi các khu vực khác đều được chỉ định là ken. Hai phủ hành tỉnh (府 (phủ) fu) đầu tiên được thành lập vào ngày 14 tháng 6 năm 1868 là Kyoto-fu và Hakodate-fu. Đến cuối năm 1868, mười fu đã được thành lập: Kyoto, Hakodate, Osaka, Nagasaki, Edo (sau là Tokyo), Kanagawa, Watarai, Nara, Echigo (sau là Niigata) và Kōfu. Do một số hành tỉnh nhập thêm đất phi đô thị hoặc bị sáp nhập vào các lãnh thổ khác, năm 1869 chỉ còn lại 3 phủ hành tỉnh: Kyoto-fu, Osaka-fu và Tokyo-fu. Tình trạng này giữ nguyên cho đến năm 1943, khi Tokyo-fu và Tokyo-shi được sáp nhập để tạo thành Tokyo-to.

## Quy tắc đặt tên và quyền tài phán
Quy ước đặt tên chung cho các hành tỉnh và han là theo nơi đặt trị sở của nó. Tuy nhiên, điều này đôi khi dẫn đến những cái tên khó hiểu, do các trị sở nằm ở vị trí không tập trung hoặc trong vùng biệt lệ. Ví dụ, Nirayama-ken được đặt theo địa danh Nirayama trên Bán đảo Izu, nhưng nó quản lý một phần của Shizuoka, Yamanashi, Tokyo, Kanagawa và Saitama. Nhiều hành tỉnh được sáp nhập để đạt hiệu quả quản trị, nhưng vào tháng 10 và tháng 11 năm 1871, khi các han được bãi bỏ, hầu hết các hành tỉnh này lại được tổ chức lại thành một hình thức hoàn toàn khác.

## Thành lập các hành tỉnh
Các hành tỉnh được liệt kê dưới đây đều được thiết lập trước khi bãi bỏ hệ thống han. Việc hủy bỏ chỉ được liệt kê nếu có trước ngày 29 tháng 8 năm 1871, thời điểm bãi bỏ có hiệu lực.

### HokkaidōvàTōhoku
| Khu vực                | Thành lập           | Giải thể                                       | Ghi chú |
| ---------------------- | ------------------- | ---------------------------------------------- | --- |
| Hakodate-fu            | 14 tháng 6 năm 1868 | 15 tháng 8 năm 1869                            | Được mở rộng thành Hakodate-ken vào ngày 8 tháng 2 năm 1882, trở thành một phần của Hokkaido vào ngày 26 tháng 1 năm 1886.                                                             |
| Wakamatsu-ken (若松県) | 13 tháng 6 năm 1869 |                                                | |
| Mono'u-ken (桃生県)    | 27 tháng 8 năm 1869 | 22 tháng 10 năm 1870                           | Đổi tên thành Ishinomaki-ken (石巻県) vào ngày 18 tháng 9 năm 1869. Nhập vào Fukushima.                                                                                                |
| Fukushima-ken          | 27 tháng 8 năm 1869 |                                                | |
| Sakata-ken             | 2 tháng 9 năm 1869  | 17 tháng 10 năm 1870                           | Nhập vào Yamagata. |
| Kunohe-ken (九戸県)    | 12 tháng 9 năm 1869 | 30 tháng 12 năm 1869                           | Đổi tên thành Hachinohe-ken (八戸県) từ ngày 17 tháng 10 đến ngày 23 tháng 10 năm 1869, cho đến khi khu vực này được chia lại và hợp nhất thành Sannohe-ken (三戸県). Nhập vào Esashi. |
| Tome-ken (登米県)      | 12 tháng 9 năm 1869 |                                                | |
| Esashi-ken (江刺県)    | 12 tháng 9 năm 1869 |                                                | |
| Shiroishi-ken (白石県) | 12 tháng 9 năm 1869 | Nhập vào Kakuda vào ngày 23 tháng 12 năm 1869. | |
| Shirakawa-ken (白河県) | 12 tháng 9 năm 1869 |                                                | |
| Isawa-ken (胆沢県)     | 17 tháng 9 năm 1869 |                                                | |
| Morioka-ken (盛岡県)   | 10 tháng 7 năm 1870 | Được thành lập sau sự sụp đổ của phiên Morioka | |

Sau khi các daimyo ở miền bắc bị tước bỏ địa vị xã hội trong Chiến tranh Boshin, các hành tỉnh sau đây đã được thành lập. Hầu hết chúng chỉ có tên và không hoạt động như các thực thể phù hợp.
| Khu vực               | Thành lập           | Giải thể            | Ghi chú |
| --------------------- | ------------------- | ------------------- | --- |
| Hanamaki-ken (花巻県) | 19 tháng 1 năm 1869 | 23 tháng 9 năm 1869 | Trước phân tán trong các phiên Morioka và Sendai được quản lý bởi phiên Matsumoto. Nhập vào Esashi.                         |
| Morioka-ken           | 19 tháng 1 năm 1869 | 12 tháng 9 năm 1869 | Thuộc phiên Morioka trước đây được quản lý bởi phiên Matsushiro. Nhập vào Esashi. (khác với Morioka-ken thành lập năm 1870) |
| Wakuya-ken (涌谷県)   | 19 tháng 1 năm 1869 | 12 tháng 9 năm 1869 | Thuộc phiên Morioka trước đây do phiên Tsuchiura quản lý. Nhập vào Tome.                                                    |
| Koori-ken (桑折県)    | 19 tháng 1 năm 1869 | 27 tháng 8 năm 1869 | Trước thuộc bảy phiên khác nhau, được quản lý bởi phiên Sōma.                                                               |
| Kurihara-ken (栗原県) | 4 tháng 2 năm 1869  | 12 tháng 9 năm 1869 | Phiên trước được quản lý bởi phiên Utsunomiya. Nhập vào Isawa.                                                              |
| Hokuō-ken (北奥県)    | 20 tháng 3 năm 1869 | 12 tháng 9 năm 1869 | Phiên Morioka trước được quản lý bởi phiên Kurohane. Nhập vào Kunohe.                                                       |
| Isawa-ken (伊沢県)    | 11 tháng 4 năm 1869 | 23 tháng 9 năm 1869 | Các phiên Morioka, Sendai và Ichinoseki trước được quản lý bởi phiên Maebashi. Nhập vào Isawa (胆 沢).                      |

### Vùng Kanto
| Khu vực                               | Thành lập           | Giải thể | Ghi chú                                                 |
| ------------------------------------- | ------------------- | --- | ------------------------------------------------------- |
| Edo-fu (江戸府)                       | 30 tháng 6 năm 1868 | | Ngày 3 tháng 9 năm 1868 đổi tên thành Tōkyō-fu (東京府) |
| Kanagawa-fu (神奈川府)                | 5 tháng 8 năm 1868  | Ngày 5 tháng 11 năm 1868 đổi tên thành Kanagawa-ken (神奈川県)                                                       |                                                         |
| Iwahana-ken (岩鼻県)                  | 5 tháng 8 năm 1868  | |                                                         |
| Musashi Chikenji (武蔵知県事)         | 7 tháng 8 năm 1868  | Đổi tên Ōmiya-ken (大宮県) vào ngày 10 tháng 3 năm 1869. Chia thành Urawa-ken (浦和県) vào ngày 2 tháng 11 năm 1869. |                                                         |
| Musashi Chikenji (武蔵知県事)         | 17 tháng 8 năm 1868 | Chia thành Shinagawa-ken (品川県) vào ngày 21 tháng 3 năm 1869.                                                      |                                                         |
| Musashi Chikenji (武蔵知県事)         | 27 tháng 8 năm 1868 | Chia thành Kosuge-ken (小菅県) vào ngày 23 tháng 2 năm 1869.                                                         |                                                         |
| Hitachi Chikenji (常陸知県事)         | 15 tháng 8 năm 1868 | Đổi tên thành Wakamori-ken (若森県) vào ngày 21 tháng 3 năm 1869.                                                    |                                                         |
| Kazusa Awa Chikenshi (安房上総知県事) | 19 tháng 8 năm 1868 | Đổi tên thành Miyazaku-ken (宮谷県) vào ngày 21 tháng 3 năm 1869.                                                    |                                                         |
| Shimōsa Chikenji (下総知県事)         | 23 tháng 9 năm 1868 | Ngày 23 tháng 2 năm 1868 đổi tên thành Katsushika-ken (葛飾県)                                                       |                                                         |
| Mooka Chikenji (真岡知県事)           | 12 tháng 7 năm 1868 | Nhập vào Nikkō-ken (日光県) trên 27 tháng 3 năm 1869.                                                                |                                                         |

### Vùng Chūbu
| Khu vực                             | Thành lập            | Phá sản | Ghi chú |
| ----------------------------------- | -------------------- | --- | --- |
| Kasamatsu-ken (笠松県)              | 15 tháng 6 năm 1868  | | Phía nam của thành phố Gifu |
| Hida-ken (飛騨県)                   | 12 tháng 7 năm 1868  | Đổi tên thành Takayama-ken (高山県) vào ngày 21 tháng 7 năm 1868                                               | |
| Echigo-fu (越後府) (đầu tiên)       | 18 tháng 7 năm 1868  | 3 tháng 9 năm 1869                                                                                             | Đổi tên thành Niigata -fu vào ngày 5 tháng 11 năm 1868. Đổi tên thành Niigata-ken (đầu tiên) vào ngày 3 tháng 4 năm 1869. |
| Mikawa-ken (三河県)                 | 28 tháng 7 năm 1868  | 1 tháng 8 năm 1869                                                                                             | Hấp thụ vào Ina vào năm 1869. |
| Nirayama-ken (韮山県)               | 17 tháng 8 năm 1868  | | |
| Kashiwayama-ken (柏崎県) (đầu tiên) | 13 tháng 9 năm 1868  | 18 tháng 12 năm 1869                                                                                           | Tách từ Echigo-fu, sau đó được thêm vào Niigata-fu. |
| Ina-ken (伊那県)                    | 17 tháng 9 năm 1868  | | Đổi tên thành Nagano vào năm 1870. |
| Sado-ken (佐渡県)                   | 17 tháng 10 năm 1868 | | Được sáp nhập vào Niigata-fu vào ngày 18 tháng 12 năm 1868. Trong thời gian chia tách Echigo-fu vào ngày 30 tháng 8 năm 1869, lại trở thành một quận. Đổi tên thành Aikawa-ken (相川県) vào năm 1871, sáp nhập vào tỉnh Niigata vào năm 1876. |
| Fuchū-ken (府中県)                  | 19 tháng 10 năm 1868 | 11 tháng 12 năm 1869                                                                                           | Sáp nhập vào Kai-fu |
| Ichikawa-ken (市川県)               | 19 tháng 10 năm 1868 | 11 tháng 12 năm 1869                                                                                           | Sáp nhập vào Kai-fu |
| Isawa-ken (石和県)                  | 19 tháng 10 năm 1868 | 11 tháng 12 năm 1869                                                                                           | Sáp nhập vào Kai-fu |
| Kai-fu (甲斐府)                     | 11 tháng 12 năm 1868 | | Đổi tên thành Kai-ken vào ngày 27 tháng 8 năm 1868. Đổi tên thành tỉnh Yamanashi vào năm 1871. |
| Echigo-fu (thứ hai)                 | 20 tháng 3 năm 1869  | 3 tháng 9 năm 1869                                                                                             | Tái lập sau khi chia Niigata-fu. |
| Suibara-ken (水原県)                | 3 tháng 9 năm 1869   | | Được thành lập sau khi tham gia Echigo-fu và Niigata-ken. Sáp nhập và đổi tên thành Quận Niigata (thứ hai) vào ngày 7 tháng 4 năm 1870. |
| Kashiwayama-ken (thứ hai)           | 30 tháng 9 năm 1869  | Tái lập sau khi tách khỏi Suibara-ken.                                                                         | |
| Nakano-ken (中野県)                 | 11 tháng 10 năm 1870 | Được thành lập sau khi tách từ Ina. Biên giới vẽ lại và đổi tên thành tỉnh Nagano vào ngày 8 tháng 8 năm 1871. | |
| Hombo-ken (本保県)                  | 11 tháng 2 năm 1871  | | |

### Vùng Kansai
| Khu vực                 | Thành lập           | Giải thể | Ghi chú |
| ----------------------- | ------------------- | --- | --- |
| Kyoto-fu                | 14 tháng 6 năm 1868 | | |
| Ōtsu-ken (大津県)       | 15 tháng 6 năm 1868 | Đổi tên thành Shiga năm 1872.                                                                                      | |
| Osaka-fu                | 21 tháng 6 năm 1868 | | |
| Kumihama-ken (久美浜県) | 28 tháng 6 năm 1868 | Các khu vực được chia thành Ikuno-ken vào năm 1969, sáp nhập vào Toyooka-ken vào năm 1871.                         | |
| Nara-ken                | 8 tháng 7 năm 1868  | Đổi tên thành Nara-fu vào ngày 15 tháng 9 năm 1868. Vào ngày 24 tháng 8 năm 1869, tên được đổi lại thành Nara-ken. | |
| Hyougo-ken              | 12 tháng 7 năm 1868 | | |
| Sakai-ken (堺県)        | 10 tháng 8 năm 1868 | Sáp nhập vào Osaka-fu vào năm 1881.                                                                                | |
| Watarai-fu (度会府)     | 23 tháng 8 năm 1868 | Vào ngày 24 tháng 8 năm 1869 đổi tên thành Watari-ken.                                                             | |
| Settsu-ken (摂津県)     | 2 tháng 3 năm 1869  | 7 tháng 9 năm 1869                                                                                                 | Đổi tên thành Toyosaki-ken (豊崎県) vào ngày 19 tháng 6 năm 1869. Sáp nhập vào Hyōgo-ken vào năm 1869, sau đó sáp nhập vào Osaka-fu vào năm 1871. |
| Kawachi-ken (河内県)    | 2 tháng 3 năm 1869  | 7 tháng 9 năm 1869                                                                                                 | Sáp nhập vào Sakai-ken. |
| Ikuno-ken (生野県)      | 15 tháng 9 năm 1869 | | |
| Gojō-ken (五條県)       | 28 tháng 3 năm 1870 | | |

### Vùng Chūgoku,Shikoku
| Khu vực                | Thành lập           | Giải thể | Ghi chú                                                                    |
| ---------------------- | ------------------- | --- | -------------------------------------------------------------------------- |
| Kurashiki-ken (倉敷県) | 15 tháng 7 năm 1868 | | Chia thành Fukatsu-ken, Hiroshima-ken và Tsuyama-ken (hiện là Kagawa-ken). |
| Oki-ken (隠岐県)       | 6 tháng 4 năm 1869  | Lãnh thổ được sắp xếp lại thành Ōmori-ken (大森県) vào ngày 7 tháng 9 năm 1869. Sắp xếp lại một lần nữa vào Hamada-ken (浜田県) vào ngày 9 tháng 2 năm 1870. |                                                                            |

### Kyushu
| Khu vực               | Thành lập           | Giải thể             | Ghi chú                                                                                    |
| --------------------- | ------------------- | -------------------- | ------------------------------------------------------------------------------------------ |
| Tomioka-ken (富岡県)  | 15 tháng 6 năm 1868 | 14 tháng 10 năm 1868 | Đổi tên thành Amakusa-ken (天草県) vào ngày 29 tháng 7 năm 1868. Sáp nhập vào Nagasaki-fu. |
| Hita-ken (日田県)     | 15 tháng 6 năm 1868 |                      |                                                                                            |
| Tomidaka-ken (富高県) | 15 tháng 6 năm 1868 | 2 tháng 10 năm 1868  | Sáp nhập vào Hita-ken.                                                                     |
| Nagasaki-fu           | 23 tháng 6 năm 1868 |                      | Đổi tên thành Nagasaki-ken vào ngày 28 tháng 7 năm 1869.                                   |